# Hasle Station
 Ikke at forveksle med Hasle Station (Solørbanen).
Hasle Station (Hasle stasjon) er en metrostation på Grorudbanen på T-banen i Oslo. Stationen ligger lige syd for Økernveien ved Norges nationalstadion for tennis i kvarteret Hasle i bydelen Grünerløkka. Stationen er placeret over jorden ved udmundingen af tunnelen fra Carl Berners plass. Til den modsatte side fortsætter banen over jorden, før den går ned i tunnel til Økern.
Station blev opgraderet til metrostandard i 2009 med genåbning 17. august 2009.